# رئيس روسيا البيضاء

الراية الرئاسية

رئيس روسيا البيضاء هو أعلى منصب في جمهورية روسيا البيضاء. الرئيس الحالي هو ألكسندر لوكاشينكو، وهو الأول منذ استقلال روسيا البيضاء.
```
وتشمل مهام الرئيس المحافظة على السياسية الداخلية والخارجية والدفاع عن الحقوق والمصالح العامة للمواطنين والمقيمين واحترام الدستور.
```

## خلفية تاريخية
أعلنت بيلاروسيا استقلالها لأول مرة في أوائل عام 1918 باسم جمهورية بيلاروسيا الديمقراطية. كان رئيس الدولة هو رئيس الهيئة الحاكمة العليا المؤقتة، ورادا جمهورية بيلاروسيا الديمقراطية. في عام 1919، أجبر الجيش الأحمر السوفيتي رادا في جمهورية بيلاروسيا الديمقراطية على النفي حيث لا تزال الرادا موجودة، بقيادة الرئيس إيفونكا سورفيلا. تحت الحكم السوفيتي، كان الزعيم الفعلي لجمهورية بيلاروسيا الاشتراكية السوفيتية هو السكرتير الأول للحزب الشيوعي في بيلاروسيا، الحزب القانوني الوحيد في بيلاروسيا السوفيتية.
تشكلت جمهورية بيلاروسيا في عام 1991 بعد وقت قصير من إعلان نفسها مستقلة عن الاتحاد السوفيتي. منذ الاستقلال حتى إقرار الدستور في عام 1994، كان رئيس مجلس السوفيات الأعلى هو رئيس الدولة ورئيس الوزراء كرئيس للحكومة. عندما تم إنشاء مكتب الرئاسة، تم تقليص دور رئيس الوزراء إلى مساعدة الرئيس وأسفر عن حل مجلس السوفيات الأعلى ورئيسه في عام 1996.
في المجموعة الأولى من الانتخابات لمنصب الرئيس، هُزم رئيس وزراء بيلاروسيا، فياتشيسلاف كيبيتش، في جولة الإعادة من قبل ألكسندر لوكاشينكو، مما أدى إلى أن يصبح لوكاشينكو أول رئيس.  في انتخابات عامي 2001 و2006، والتي خاضها مراقبون دوليون، وقوى غربية وأحزاب معارضة داخلية بسبب فشلها في تلبية المعايير الديمقراطية والعادلة،  هزم لوكاشينكو الحالي المرشحين الآخرين في الاقتراع الأول. اعتبارًا من عام 2020، كان هو الشخص الوحيد الذي شغل منصب رئيس بيلاروسيا.

## الوضع الدستوري
تمنح المادة 79 من دستور بيلاروسيا صفة رئيس الدولة لرئيس جمهورية بيلاروسيا. كما يعتبر الوصي على الدستور وحقوق وحريات أولئك الذين يطالبون بالجنسية أو الإقامة البيلاروسية. الرئيس هو تجسيد لتوحيد الدولة البيلاروسية عند تسيير الشؤون الخارجية أو الداخلية ويكون الممثل الرئيسي عند التعامل مع الدول الأخرى أو المنظمات الدولية. كما أن الرئيس مكلف بسلامة البلاد وازدهارها واستقرارها ويعمل كوسيط بين هيئات الحكومة الوطنية.
خلال فترة ولايته، يُحرم الرئيس من العضوية الرسمية في حزب سياسي.

## عملية الاختيار

### جدارة - أهلية
لكي تتمكن من الترشح لمنصب، يجب أن يكون المرشح مواطنًا بيلاروسياً بالولادة يزيد عمره عن خمسة وثلاثين عامًا. يجب أن يقيم المرشح أيضًا داخل الجمهورية لمدة عشر سنوات ويجب أن يكون قادرًا على الإدلاء بصوته بشكل قانوني. الأحكام المنصوص عليها في المادة 80 من الدستور.

### الترشيح والانتخاب
تجري الانتخابات الرئاسية كل خمس سنوات عن طريق التصويت الوطني. للتسجيل كمرشح لرئاسة الجمهورية، يجب على المرشح المرتقب أولاً أن يكون لديه مجموعة مبادرة من المواطنين لا تقل عن 100 شخص.  يجب أن تكون مجموعة المبادرة مسجلة لدى لجنة الانتخابات المركزية في موعد لا يتجاوز 85 يومًا قبل الانتخابات. إذا تم التسجيل بنجاح، يتم تكليف المرشح بجمع ما لا يقل عن 100,000 توقيع صحيح من الناخبين المؤهلين. إذا وجدت لجان الانتخابات المركزية أنه قد تم الوصول إلى هذا الحد، يتم اعتماد المرشح رسميًا للترشح للرئاسة.
في التصويت، يتم جمع بطاقات الاقتراع السرية مباشرة من الناخبين المؤهلين. تكون الانتخابات صالحة فقط إذا أدلى أكثر من 50٪ من الناخبين المسجلين بأصواتهم. خلال الجولة الأولى من التصويت، إذا حصل المرشح على خمسين بالمائة بالإضافة إلى واحد من الأصوات، يتم إعلانه الرئيس المنتخب. إذا لم يحصل أي شخص على هذا الرقم خلال الجولة الأولى، فسيتم إجراء انتخابات الإعادة بين اثنين من المرشحين الحاصلين على أكبر عدد من الأصوات. الشخص الذي يفوز بأكبر عدد من الأصوات في جولة الإعادة هو الرئيس المنتخب.
في حالة خلو المنصب، يجب أن يتم الانتخاب ليحل محل الرئيس بين ثلاثين وسبعين يومًا من تاريخ الشغور. خلال الدورات الانتخابية العادية، يجب أن تتم الانتخابات قبل الشهرين الأخيرين من الرئيس الحالي. في كلتا الحالتين، الهيئة الحكومية التي تدعو إلى الانتخابات هي مجلس النواب  جرت الجولة الأخيرة من الانتخابات الرئاسية في عام 2015.  صرح الرئيس لوكاشينكو، عند مخاطبته الصحافة في فبراير 2007،
أن حالته الصحية ستحدد ما إذا كان سيرشح نفسه في عام 2011 أم سيتنحى في ذلك الوقت.

## حكام روسيا البيضاء (1991-1994)
وتمتد هذه الفترة منذ استقلال روسيا البيضاء عام 1991 وحتى إجراء أول انتخابات رئاسية ترأسها رئيس المجلس السوفيتي الأعلى لروسيا البيضاء.

### رؤساء المجلس السوفيتي الأعلى
| # | الرئيس | الرئيس                                          | استلام المنصب        | مغادرة المنصب        | الانتماء السياسي |
| - | ------ | ----------------------------------------------- | -------------------- | -------------------- | ---------------- |
| 1 |        | ستانيسلاو شوشكيفيتش                             | 15 آب 1991           | 26 كانون الثاني 1994 | مستقل / غير حزبي |
| — |        | فياتشيسلاف نيكولايفيتش كوزنتسوف (قائم بالأعمال) | 26 كانون الثاني 1994 | 28 كانون الثاني 1994 | مستقل / غير حزبي |
| 2 |        | ميتشيسلاف هريب                                  | 28 كانون الثاني 1994 | 20 تموز 1994         | مستقل / غير حزبي |

## قائمة رؤساء روسيا البيضاء (1994–حتى الآن)
| #   | الرئيس           | الرئيس            | بداية الفترة                                       | نهاية الفترة | الانتخابات                          | الانتماء السياسي                          |
| --- | ---------------- | ----------------- | -------------------------------------------------- | ------------ | ----------------------------------- | ----------------------------------------- |
| 1   |                  | ألكسندر لوكاشينكو | 20 تموز 1994                                       | أيلول 2001   | 1994                                | مستقل / غير حزبي حتى 17 تشرين الثاني 2007 |
| (2) | أيلول 2001       | ألكسندر لوكاشينكو | آذار 2006                                          | 2001         |                                     | مستقل / غير حزبي حتى 17 تشرين الثاني 2007 |
| (3) | آذار 2006        | ألكسندر لوكاشينكو | كانون الأول 2010                                   | 2006         | بيلايا روس منذ 17 تشرين الثاني 2007 |                                           |
| (4) | كانون الأول 2010 | ألكسندر لوكاشينكو | تشرين الأول 2015                                   | 2010         | بيلايا روس منذ 17 تشرين الثاني 2007 |                                           |
| (5) | تشرين الأول 2015 | ألكسندر لوكاشينكو | 9 آب 2020                                          | 2015         | بيلايا روس منذ 17 تشرين الثاني 2007 |                                           |
| (6) | 9 آب 2020        | ألكسندر لوكاشينكو | في المنصب تنازعه على المنصب سفياتلانا تسيخانوسكايا | 2020         | بيلايا روس منذ 17 تشرين الثاني 2007 |                                           |

## الصلاحيات والواجبات
تنص المادتان 84 و 85 على واجبات الدفاع الرسمية السياسية والاجتماعية والوطنية التي تقع على عاتق الرئيس. وبخلاف السلطات المخولة للرئيس فإن رقم 30 يسمح للرئيس باستخدام صلاحيات أخرى تمنح له إما من خلال القانون الوطني أو من مواد أخرى من الدستور.
ومن حق الرئيس أن يدعو إلى استفتاءات وطنية، وأن يدعو إلى إجراء انتخابات عادية وغير عادية لمجلس النواب ومجلس الجمهورية والهيئات التمثيلية المحلية. يمكنه أيضاً حل غرف البرلمان كما يسمح له الدستور. ومن واجبه أن يعين رئيس وزراء جمهورية بيلاروسيا بموافقة مجلس النواب، وأن يقرر هيكل حكومة جمهورية بيلاروسيا. الرئيس يوقع مشاريع قوانين ويحق له أن يعيدها كليا أو جزئيا مع اعتراضات إلى مجلس النواب. كما أنه يعين نواب رئيس الوزراء والوزراء وغيرهم من أعضاء الحكومة ويمكنه أن يقيلهم، ويقرر في حالات استقالة الحكومة أو أي من أعضائها. وبموافقة مجلس الجمهورية، يقوم الرئيس بتعيين رئيس المحكمة العليا، ويمكنه إقالة هذا الرئيس وغيره من القضاة.
من المفترض أن يسلم الرئيس رسائل سنوية إلى البرلمان، وله الحق في المشاركة في جلسات البرلمان وهيئاته. في حالات الإضراب، يحق لرئيس الجمهورية، في الحالات التي يحددها القانون، تأجيل الإضراب أو تعليقه لمدة لا تتجاوز ثلاثة أشهر. في الشؤون الدولية، من واجب الرئيس إجراء المفاوضات وتوقيع المعاهدات الدولية، وتعيين واستدعاء الممثلين الدبلوماسيين للجمهورية.
ليس الرئيس هو رئيس الحكومة فحسب، بل هو الزعيم الإجتماعي لبيلاروسيا. يسلم الرئيس رسائل إلى المواطنين عدة مرات في السنة ويمكنه إصدار مراسيم لتحديد أيام بأحرف حمراء وأعياد وطنية. الرئيس هو السلطة الرئيسية لمنح المواطن البيلاروسي ويمكنه تقديم أوسمة الدولة للأفراد المكرمين. يتمتع الرئيس أيضًا بالقدرة على تحديد وضع طالبي اللجوء ومنح العفو للمواطنين المدانين.
بصفته القائد الأعلى للقوات المسلحة البيلاروسية، من واجب الرئيس حماية الأراضي البيلاروسية من القوى الداخلية والخارجية. يمكن للرئيس أن يدعو إلى حالة الطوارئ في الحالات التالية: الكوارث الطبيعية، أو النكبة، أو الاضطرابات التي تنطوي على العنف أو التهديد بالعنف. بصرف النظر عما إذا كان الإعلان يؤثر على البلد بأكمله أو أقسامه، يجب إخطار مجلس الجمهورية من قبل رئيس الجمهورية والحصول على موافقته في غضون ثلاثة أيام من الإخطار. تنطبق نفس القواعد إذا أصدر الرئيس حالة الأحكام العرفية في حالة عمل عسكري محتمل ضد بيلاروسيا. يتعين على الرئيس تشكيل ورئاسة مجلس الأمن لجمهورية بيلاروسيا، ويمكنه تعيين وإقالة سكرتير الدولة في مجلس الأمن والقيادة العليا للقوات المسلحة.

## قسم المنصب
قبل أن يتولى أي شخص المنصب رسميا، يجب أن يؤدي اليمين في غضون شهرين من اعتماد نتائج الانتخابات. ويكون نص القسم كما يلي:
| رئيس روسيا البيضاء | أقسم رسميا، وأنا أتولى منصب رئيس جمهورية بيلاروسيا، بأن أخدم شعب بيلاروسيا بإخلاص، وأن أحافظ على حقوق وحريات الإنسان والمواطن، وأن أتقيد بدستور جمهورية بيلاروسيا وأن أحافظ عليه، والاضطلاع الصارم والواعي بالواجبات النبيلة التي أسندت إليّ. | رئيس روسيا البيضاء |

وخلال حفل التنصيب، يتعين حضور أعضاء من مجلسى الجمعية الوطنية ووزراء بالحكومة ومسؤولين وقضاة من المحكمة الدستورية والعليا والاقتصادية. وعند تلاوة القسم، سيتم نقل أي سلطات يتولاها رئيس سابق إلى الرئيس المنتخب. نص القسم موجود في المادة 83 من الدستور.

## إزالة
تتناول المواد من 87 إلى 89 من الدستور كيفية انتقال الرئاسة بين الدورات الانتخابية. يحق للرئيس الاستقالة من منصبه في أي وقت بموجب المادة 87. يتم إرسال خطاب الاستقالة إلى مجلس النواب ويتم قبوله من قبلهم.
يتمتع الرئيس بالقدرة على العزل من منصبه إذا كانت صحته الجسدية أو العقلية معاقة بموجب المادة 88.
ولكي يحدث ذلك، يجب الحصول على أغلبية الثلثين في مجلس النواب ومجلس الجمهورية في قرار عزل الرئيس. ومخصصة يتم تشكيل لجنة ويجب أن تجعل تقرير عن الحالة الصحية قبل أي اقتراح يمكن أن تبدأ.
إذا ارتكب الرئيس جريمة جسيمة مثلاً الخيانة، يجب على ثلث أعضاء مجلس النواب توجيه التهم إلى الرئيس رسميًا. يتولى مجلس الجمهورية التحقيق في الاتهامات.
من أجل عزل الرئيس من منصبه، هناك حاجة إلى أغلبية الثلثين للتصويت لصالح الإدانة. يتم إرسال القضية الجنائية كذلك إلى المحكمة العليا للمراجعة. يجب أن تحدث إجراءات أي من الخيارين بعد شهر واحد من تمرير القرار أو سيعتبر الإجراء باطلاً بموجب الدستور.

## امتيازات

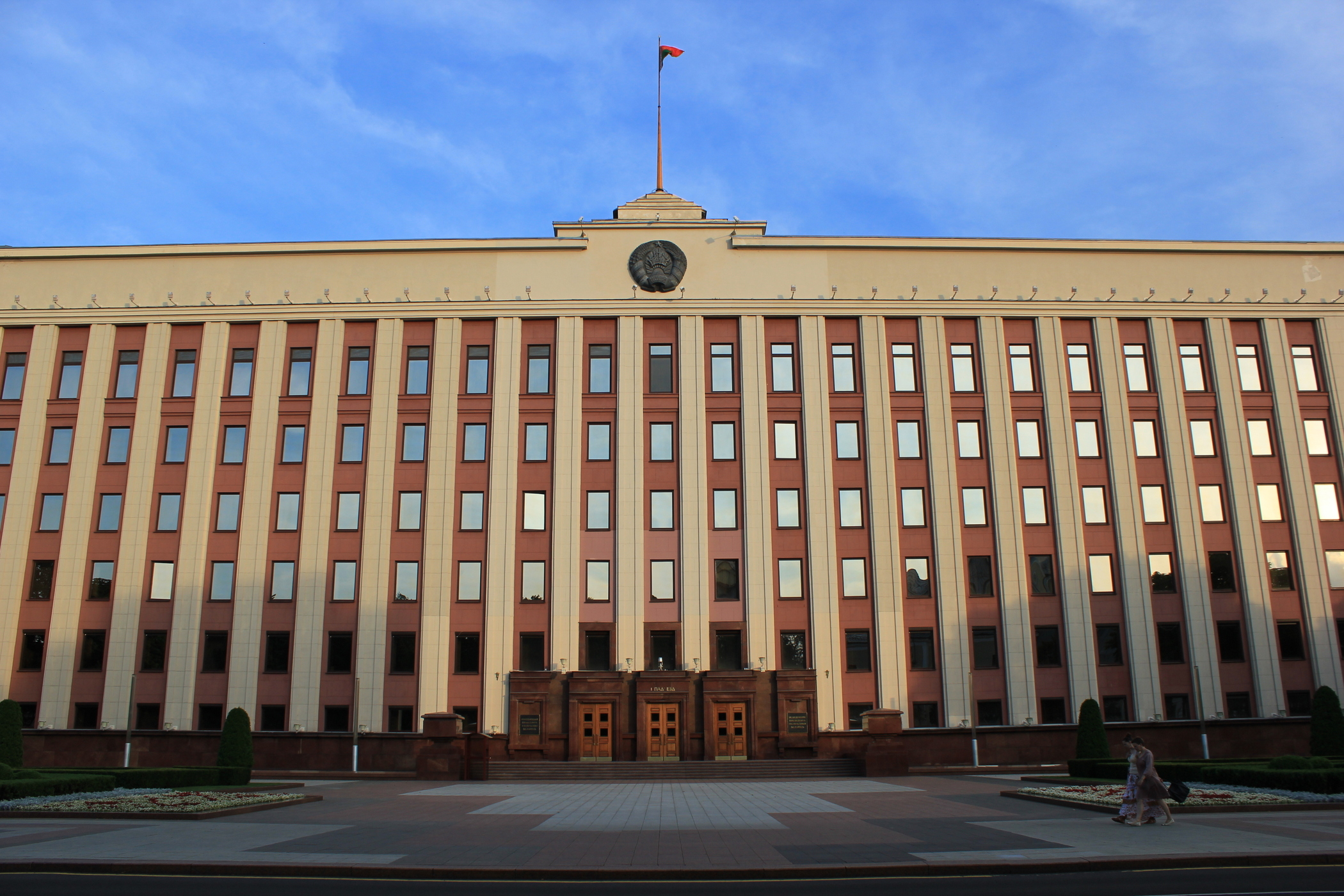
القصر الرئاسي

قصر الاستقلال

بموجب المادة 79 من الدستور، يتمتع الرئيس بالحصانة من الاعتقال، باستثناء أحكام الخيانة/الجرائم الخطيرة الواردة في المادة 88 في الوثيقة نفسها. أيضا بموجب المادة 79، سيتم حماية شرف الرئيس وكرامته بموجب القانون الوطني. المعلومات التي تُطبع في الأخبار أو تُنشر على شاشات التلفزيون، وتعتبر تشهيراً بالرئيس، غير قانونية بموجب المادة 5 من قانون الصحافة البيلاروسي.
القصر الرئاسي هو مبنى على الطراز الستاليني يقع في ميدان أكتوبر في مينسك محاطا بشوارع ماركس وإنجلز وكيروف وكومسومول. مثل البيت الأبيض الأمريكي، الشوارع القريبة من المقر الرسمي مغلقة أمام حركة مرور العربات وتسير فيها قوات الشرطة. وقد تم استخدامه منذ عام 1994، وكان مقر اللجنة المركزية للحزب الشيوعى في بيلاروسيا. الرئيس أيضاً يستخدم قصر الاستقلال في مينسك.

## رمز
رسميًا، الرمز الوحيد الذي يشير إلى وجود الرئيس هو علم رئيس بيلاروسيا (Штандар Прэзідэнта Рэспублікі Беларусь). تم اعتماد المعيار، الذي كان قيد الاستخدام منذ 27 مارس 1997 ، بموجب مرسوم يسمى «بخصوص معايير رئيس جمهورية بيلاروسيا». وقع عليه الرئيس لوكاشينكو كقانون.
تصميم المعيار هو نسخة طبق الأصل من العلم الوطني، مع إضافة الشعار الوطني البيلاروسي بالذهب. تختلف النسبة القياسية البالغة 5: 6 عن نسبة العلم الوطني، مما يجعل المعيار شبه مربع. المعيار يحده هامش ذهبي. هناك عدة نسخ من المعيار؛ يتم الاحتفاظ بالأصل في مكتب الرئيس بينما تستخدم نسخ أخرى على المباني والمساكن والمركبات للدلالة على وجوده.